# Hackvads kyrka

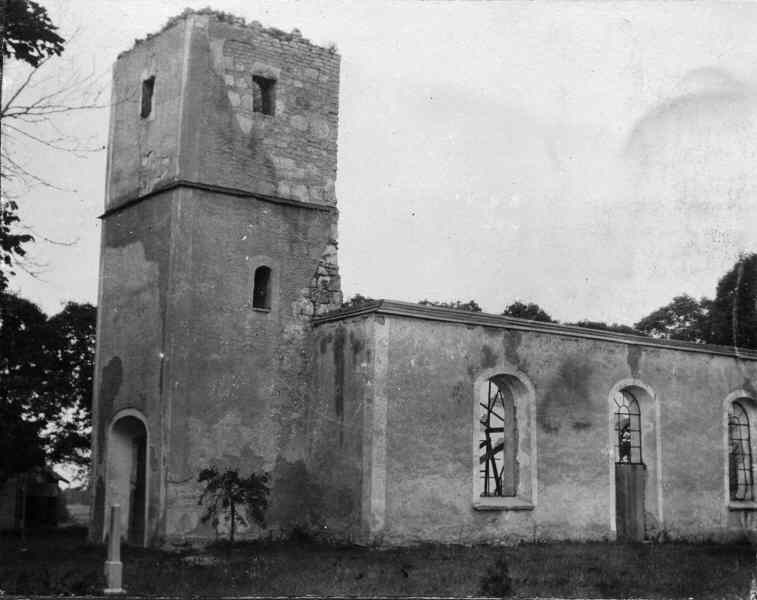
Kyrkan efter branden, från sydväst.

Hackvads kyrka är en kyrkobyggnad i Hackvads socken i Strängnäs stift. Den är församlingskyrka i Edsbergs församling i Strängnäs stift. Söder om kyrkan finns ett bårhus byggt 1962.

## Kyrkobyggnaden
Ursprungliga kyrkan med torn uppfördes på 1100-talet. Vid slutet av 1700-talet var kyrkan så pass förfallen att man lät bygga en ny. Ett nytt bredare långhus med tresidigt kor byggdes utanför medeltidkyrkans murar. Ursprungliga kyrktornet behölls. Mikaelidagen 1782 invigdes den nybyggda kyrkan. 27 april 1902 ödelades kyrkan i en brand som började mitt under pågående gudstjänst. Ett fåtal inventarier hann räddas.
Nuvarande kyrka uppfördes 1909–1910 efter ritningar av arkitekt Magnus Dahlander. Gamla kyrkans murar återanvändes och byggdes på med tegel.
Ytterväggens nederdel har synliga kalkstenar, medan överdelen är putsad.
Kyrkobyggnaden har ett säteritak med två takfall som skiljs åt av en smal fönsterrad. Torntaket med tornspira är belagt med kopparplåt.

## Orgel
- 1797 bygger Pehr Schiörlin, Linköping en orgel med 9 stämmor och en manual.
- Den nuvarande orgeln är byggd 1910 av Kaspar Thorsell, Göteborg. Orgeln är pneumatisk. Det är den enda bevarade orgeln av Kaspar Thorsell. Fasaden hör till kyrkans originalinredning, ritad av arkitekt Magnus Dahlander.

| Manual I       | Manual II          | Pedal              | Koppel    |
| Borduna 16´    | Violinprincipal 8´ | Subbas 16´ (tr)    | I/P       |
| Principal 8´   | Rörflöjt 8´        | Borduna 8´ (tr)    | II/P      |
| Dubbelflöjt 8´ | Salicional 8´      | Violoncell 8´ (tr) | II/I      |
| Gamba 8´       | Violin 4'          |                    | I 4'/I    |
| Oktava 4´      |                    |                    | II 16'/II |
| Trumpet 8'     |                    |                    |           |

### Webbkällor
- byggnadspresentation
- Svenska kyrkan i Örebro